# Isabelle Duchesnay
Pour les articles homonymes, voir Duchesnay.
Isabelle Duchesnay (née le 18 décembre 1963 à Aylmer au Québec) est une patineuse artistique française et canadienne. Elle a patiné en danse sur glace avec son frère Paul Duchesnay, d'abord pour le Canada (jusqu'en 1985) puis pour la France. Elle et son frère ont été champions du monde en 1991 à Munich et vice-champions olympiques aux jeux d'Albertville en 1992.

## Biographie

### Carrière sportive
En 1982, ils terminent 3e du Grand Prix international de Saint-Gervais.
Ulcérés par la politique de l’Association canadienne de patinage artistique de l'époque et après une décevante troisième place aux championnats canadiens en 1985, ceux-ci usent de leur double nationalité pour représenter la France. Dès la saison suivante ils deviennent champions de France 1986, succédant à Sophie Merigot et Philippe Berthe.
Leur chorégraphe était Christopher Dean, champion olympique de 1984.
Ils sont devenus champions du monde en 1991. Grands favoris des Jeux olympiques d'hiver de 1992 à Albertville, ils ont été néanmoins battus par Klimova-Ponomarenko.

## Palmarès
| Compétitions principales | 1985    | 1986    | 1987    | 1988    | 1989    | 1990    | 1991    | 1992    |  |  |  |  |  |  |
| Jeux olympiques d'hiver  |         |         |         | 8e      |         |         |         | 2e      |  |  |  |  |  |  |
| Championnats du monde    |         | 12e     | 9e      | 6e      | 3e      | 2e      | 1er     |         |  |  |  |  |  |  |
| Championnats d’Europe    |         | 8e      | 5e      | 3e      | F       | 3e      | 2e      | F       |  |  |  |  |  |  |
| Championnats du Canada   | 3e      |         |         |         |         |         |         |         |  |  |  |  |  |  |
| Championnats de France   |         | 1re     | 1re     | F       | F       | 1re     | 1re     | F       |  |  |  |  |  |  |
|                          |         |         |         |         |         |         |         |         |  |  |  |  |  |  |
| Autres compétitions      | 1984/85 | 1985/86 | 1986/87 | 1987/88 | 1988/89 | 1989/90 | 1990/91 | 1991/92 |  |  |  |  |  |  |
| Skate America            |         |         | 1re     |         |         |         |         |         |  |  |  |  |  |  |
| Moscou Skate             | 8e      |         |         |         |         |         |         |         |  |  |  |  |  |  |
| Légende : F= Forfait     |         |         |         |         |         |         |         |         |  |  |  |  |  |  |

## Filmographie
- En 2001, le réalisateur canadien Richard Martin tourne un téléfilm intitulé La Glace et le Feu retraçant leur vie.